# Tino Vegar
Tino Vegar, né le 30 janvier 1967 à Split, est un joueur de water-polo croate. 

## Carrière
Avec l'équipe de Croatie de water-polo masculin, Tino Vegar est médaillé d'argent aux Jeux olympiques d'été de 1996 à Atlanta.